# Tomáš Vít
Tomáš Vít (* asi 1993) je český vrah odsouzený v listopadu 2012 k doživotnímu trestu odnětí svobody za vraždu dvou seniorů v Trutnově.

## Pozadí
Tomáš Vít byl v dětství adoptován, nicméně podle pozdějšího vyšetřování pocházel ze spořádané rodiny. V mládí kouřil cigarety, ze kterých posléze přišel na užívání marihuany. Mělo se tak stát poté, co se dozvěděl, že je adoptovaný. Drogy poté sám distribuoval, čímž si vydělával peníze. V důsledku tohoto svého chování se dlouhodobě hádal s adoptivními rodiči, z jejichž bydliště následně odešel. Vít poté žil jako squatter, krátkodobě přebýval u přátel nebo bydlel spolu s bezdomovcem. Označován byl také jako skinhead.
Poté, co zemřel Vítův dědeček, mu jeho adoptivní rodiče umožnili nastěhovat se do bytu na sídlišti Šestidomí v Trutnově, nicméně ani poté Vít svůj životní styl nezměnil a i nadále pokračoval v četném užívání drog, zejména marihuany (ale i tvrdých drog). Vít měl v době spáchání vražd jen základní vzdělání, nikdy nepracoval a byl třikrát trestán za majetkové a drogové trestné činy. Ve škole měl své spolužáky navíc šikanovat a podezřelý byl také z různých dalších krádeží. Po základní škole Vít navštěvoval odborné učiliště, ze kterého byl vyloučen po napadení spolužáka. V minulosti měl také přítelkyni, která se s ním ale kvůli jeho drogové závislosti rozešla.

## Vraždy
Dne 29. února 2012 Vít jako obvykle požil marihuanu a nedlouho poté jej začaly trápit bolesti hlavy. Zaklepal proto na dveře bytu seniorů, kteří mu dříve léky poskytli, se žádostí o léky proti bolesti hlavy. Nejdříve mu odmítla vyhovět seniorka, Vít poté zazvonil u bytu podruhé, načež mu odmítl vyhovět i její manžel, který s nožem v ruce požádal Víta, aby je dále neobtěžoval. Vít však v tu chvíli do bytu vnikl, muži nůž sebral a 95letého muže začal bodat do oblasti krku a břicha. Útoku se snažila zabránit mužova 89letá manželka, kterou však v tu chvíli Vít rovněž napadl. Během útoku Vít oba seniory navíc opakovaně udeřil pěstí do hlavy a při útoku použil také kladivo.
Po útoku, jež ani jeden ze seniorů nepřežil (těžce zraněný muž podlehl zraněním v nemocnici v září 2012), se Vít pokusil zahladit stopy, zbavit se důkazů a z místa činu utekl.

## Dopadení
Těla seniorů objevili příbuzní zavražděných seniorů poté, co se do bytu nedařilo vstoupit pracovnici pečovatelské služby, která tak příbuzné kontaktovala. Na místě objevili bezvládné tělo seniorky, které vrah roztříštil hlavu, a kriticky zraněného seniora, který byl poté převezen do nemocnice, kde na následky zranění zemřel v září 2012. Policie Víta dopadla jen šest hodin po provedení útoku. Vzhledem k jeho mimořádné brutalitě se totiž záhy zaměřila na místní komunitu narkomanů, protože panovaly pochybnosti o tom, že by takto brutální čin mohl spáchat střízlivý člověk. Konkrétně policie zatkla 15 narkomanů z okolí (zejména z oblasti kolem řeky Úpy), mezi nimi i Víta, který se záhy přiznal.

## Soud
Soud s Vítem začal v listopadu 2012. Soudní znalci Víta popsali jako egocentrickou a psychopatickou osobnost. I vzhledem k užívání drog měl v té době sklony k impulzivnímu a agresivnímu chování. Sám Vít ale svůj útok vysvětlit nedokázal a spíše z jeho vyvolání obviňoval zavražděné seniory. U soudu se za něj nicméně omluvil, ačkoliv soudní senát omluvu označil za nevěrohodnou. Během popisu událostí u soudu poté Vít zkolaboval a byl proto záchrannou službou odvezen do nemocnice. Dne 30. listopadu 2012 byl Vít odsouzen krajským soudem v Hradci Králové jako vůbec nejmladší pachatel k doživotnímu trestu odnětí svobody; tou dobou mu bylo pouhých 19 let (při spáchání činu teprve 18 let). Sám Vít u soudu uvedl, že by si dle jeho názoru zasloužil trest odnětí svobody v délce trvání 30 let. Proti verdiktu se proto odvolal, ale poté odvolání stáhl, trest přijal a začal jej odpykávat ve věznici ve Valdicích.
Zajímavostí je, že policisté se domnívají, že ve skutečnosti šel Vít do bytu zřejmě krást. Ne zcela věrohodný je pak i Vítův popis mimořádně silné bolesti hlavy v důsledku požití marihuany, který po požití drogy není typický. Vedle toho neexistuje žádný další popis incidentu od jiné osoby než od samotného Víta, v důsledku čehož popis událostí nemusí být zcela spolehlivý. Soud navíc uvedl, že Vít měl k případu cynické poznámky a vtípky.